# 斗门站 (福州)
斗门站（福州話：/tɑu˨˩ muoŋ˥˧/）位于中华人民共和国福建省福州市晋安区华林路与香槟路交叉口，是福州地铁1号线的地铁车站，车站于2017年1月6日启用。

## 车站结构
斗门站为地下二层车站：地下一层为站厅层；地下二层为站台层，岛式站台，全长187米，站台宽度10.5米，设置3个出入口，预留1个出入口。
| 地面层   | 出入口                               |  | 出入口                     |
| 地下一层 | 站厅                                 |  | 票务服务、自动售票机       |
| 地下二层 | 1                                    |  | 1号线 往象峰（福州火车站） |
| 地下二层 | 岛式站台，列车运行方向左侧的车门打开 |  |                            |
| 地下二层 | 2                                    |  | 1号线 往三江口（树兜）     |

### 站厅
斗门站站厅位于华林路与香槟路交叉口下方。车站站厅采用白色线条式拱形吊顶与白色搪瓷板装修，设客服中心1处，位于站厅中部，服务设施设有智能导乘机、自动售货机、ATM，站厅B出入口通道旁规划设有便利店，车站B出入口通道设有洗手间。

### 站台
斗门站共设置2个分别来往于象峰、三江口的1号线站台，采用岛式站台设计。车站站台采用白色线条式拱形吊顶与白色搪瓷板装修，服务设施设有智能导乘机与自动售货机。

### 出入口与周边
斗门站目前开放3个出入口，分布于华林路的南北两侧，北侧2个，南侧1个；其中无障碍电梯位于A出入口，卫生间位于B出入口。
| 斗门站出入口信息            | 斗门站出入口信息 | 斗门站出入口信息 | 斗门站出入口信息 |
| --------------------------- | ---------------- | ---------------- | ---------------- |
|                             |                  |                  |                  |
| 编号                        | 设施             | 位置             | 接驳交通         |
| 出口 · A                    |                  | 华林路茶园路口   | 地铁斗门站       |
| 出口 · B                    |                  | 华林路香槟路口   | 华林四桥         |
| 出口 · C                    |                  | 华林路南侧       | 地铁斗门站、湖塍 |
| 注： 设有电梯 \| 设有卫生间 |                  |                  |                  |

#### 周边
斗门站周边主要为行政与住宅用地；财政部驻福建省财政监察专员办事处、环南公园可由A口出步行抵达；福建省光学技术研究所可由B口出步行抵达；福建省人民检察院、国家标准馆福建分馆、福州市烟草专卖局、温泉公园可由C口出步行抵达。

## 历史
- 2011年4月29日，省发改委批复了福州地铁1号线（一期）的初步设计，其中在晋安北路、晋安河东侧设斗门站。[4]
- 2011年11月4日，斗门站开始围挡施工。[5]
- 2012年1月13日，斗门站实行二期围挡并启动华林四桥的桩基改造。[6]
- 2013年3月8日，斗门-福州火车站区间地面的部分区域开始围挡。[7]
- 2013年9月11日，斗门-树兜区间双线贯通，隧道全长539.9，历时76天。[8]
- 2015年1月27日，斗门-福州火车站区间下行线贯通。[9]
- 2015年8月3日，斗门站主体结构区域围挡拆除并恢复主路双向4车道通行。[10]
- 2017年1月6日，斗门站随1号线北段开通而投入使用。[11]